# 挪威巨蟹
挪威巨蟹（學名Lithodes maja）是一種分佈在歐洲及北美洲寒冷水域的皇帝蟹。在整個挪威沿岸、不列顛群島、法羅群島、冰島、斯瓦爾巴群島及格陵蘭東南部都可以發現它們的蹤影。在加拿大，它們則分佈在紐芬蘭-拉布拉多。
挪威巨蟹的甲殼差不多呈圓形，闊約13-14厘米。整體呈褐色或橙色，表面有大刺覆蓋。它們棲息在柔軟及堅硬的海床，由水深幾米至800米不等。它們就像大部份皇帝蟹般，雌蟹是不對稱的，左邊腹部較右邊大，但也有一些是相反的。
挪威巨蟹的產卵率很低，故其數量因而受限，並不適合商業用途。